# Metropolis (Verlag)
Der Metropolis-Verlag ist ein 1986  gegründeter Wissenschaftsverlag für Wirtschafts- und Gesellschaftswissenschaften mit Sitz in Weimar bei Marburg in Hessen.
Er ging aus einer Initiative von Ökonomiestudenten der Philipps-Universität Marburg hervor, die Alternativen zur Neoklassischen Theorie in Deutschland bekannt machen wollten. Dies bezog sich zunächst auf den Postkeynesianismus (Michał Kalecki, Joan Robinson u. a.), den Monetärkeynesianismus (Hyman Minsky, Hajo Riese u. a.) und den Neoricardianismus (Piero Sraffa, Heinz D. Kurz u. a.), deren Außenseiterrolle im deutschen Sprachraum aufgehoben werden sollte. Als erster Titel erschien 1987 eine Einführung in den Postkeynesianismus. Anfang der 1990er Jahre wurden auch Ökologische Ökonomik oder Evolutorische Ökonomik in das Programm aufgenommen, sowie die Geschichte der Volkswirtschaftslehre mit besonderem Fokus auf der deutschsprachigen Theorietradition, und Mitte der 1990er Jahre die Institutionenökonomie und Sozioökonomie, womit zahlreiche heterodoxe Ökonomieschulen vertreten waren, die ab 1995 mit betriebswirtschaftlichen Veröffentlichungen ergänzt wurden.
Periodika sind das „Jahrbuch Nachhaltige Ökonomie“, das „Jahrbuch Normative und institutionelle Grundfragen der Ökonomik“, das „Jahrbuch Ökologische Ökonomik“, das „Jahrbuch Ökonomie und Gesellschaft“ sowie bis 2003 das „Wittener Jahrbuch für ökonomische Literatur“, außerdem die Tagungsdokumentationen des Arbeitskreises politische Ökonomie und der Keynes-Gesellschaft. Bekannte Autoren von im Verlag erschienenen Lehrbüchern sind Reinhard Pfriem, Holger Rogall, Eckhard Hein und Eugen von Böhm-Bawerk, weitere Autoren sind Gunnar Heinsohn, Otto Steiger, Hans Christoph Binswanger, Norbert Reuter, Niko Paech, Karl Polanyi, Heinz D. Kurz, Josef Wieland, Arne Heise oder Helge Peukert.